# Dartmouth Big Green
Dartmouth Big Green är en idrottsförening tillhörande Dartmouth College och har som uppgift att ansvara för collegets idrottsutövning.

## Idrotter
Big Green deltager i följande idrotter:
| Herrar - Amerikansk fotboll - Baseboll - Basket - Fotboll - Friidrott - Ishockey - Lacrosse - Nordisk skidsport - Rodd - Segling - Squash - Tennis - Terränglöpning | Damer - Basket - Fotboll - Friidrott - Hästsport - Ishockey - Lacrosse - Landhockey - Nordisk skidsport - Rodd - Rugby - Segling - Softboll - Squash - Tennis - Terränglöpning - Volleyboll |

## Idrottsutövare
| Amerikansk fotboll - Jeffrey Immelt - Adam Nelson - Henry Paulson - Lawrence Whitney Baseboll - Fred H. Brown Basket - Crawford Palmer Fotboll - Craig Henderson - Kristin Luckenbill - Andrew Shue Friidrott - Adam Nelson Ishockey - Gillian Apps - Richard Desmond | - T.J. Galiardi - Gerry Geran - Tanner Glass - Clifford Harrison - Nick Johnson - David Jones - Kristin King - Matt Lindblad - Ben Lovejoy - Drew O'Connor - Arnold Oss - Sarah Parsons - Cherie Piper - Lee Stempniak - Sarah Tueting - Gretchen Ulion - Katie Weatherston Nordisk skidsport - David Chodounsky - Chiharu Igaya |